# Mesocrapex
Mesocrapex là một chi bướm đêm thuộc họ Noctuidae.